# St. Josef (Herzberg am Harz)

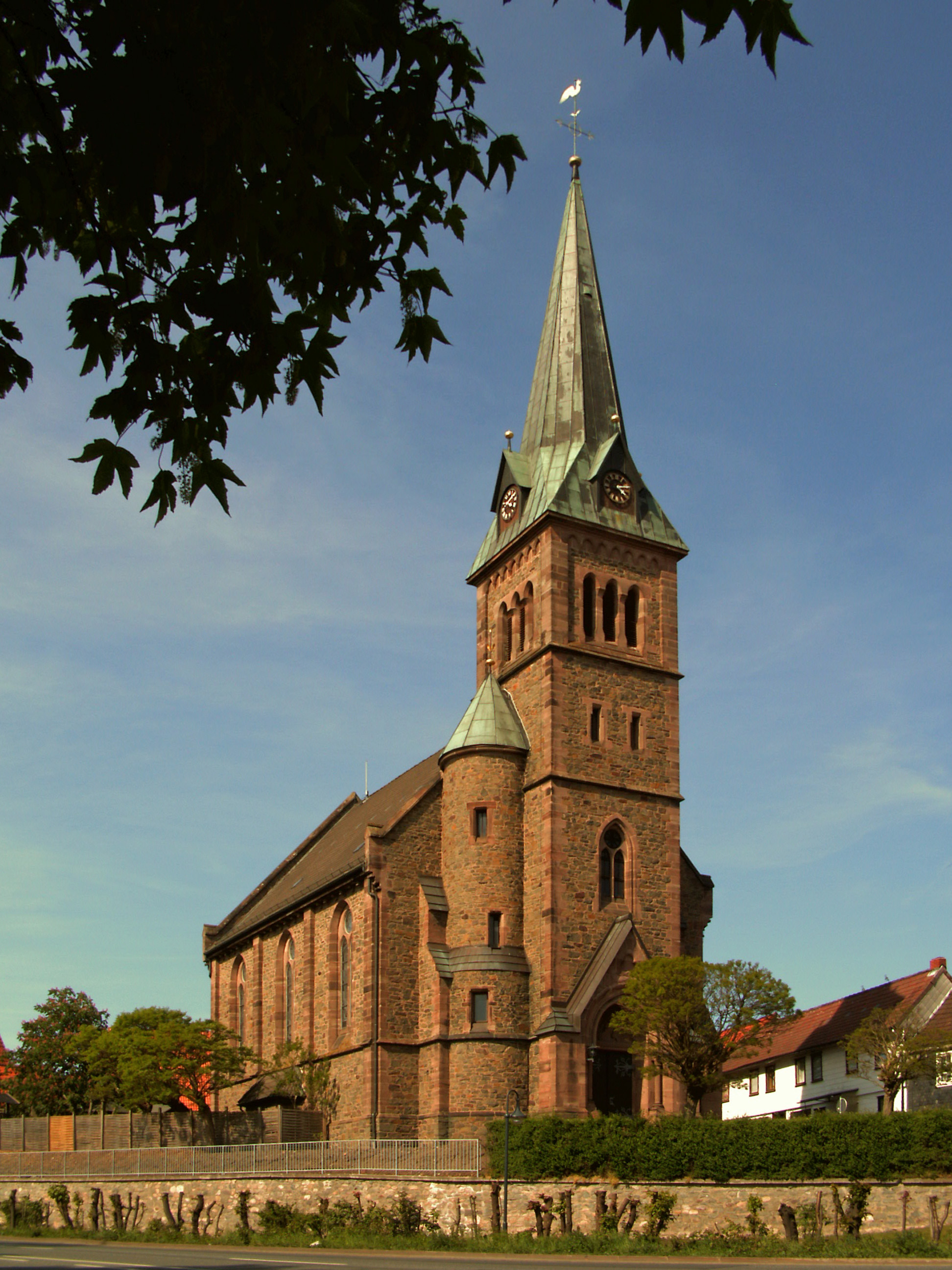
Ansicht von Südwesten

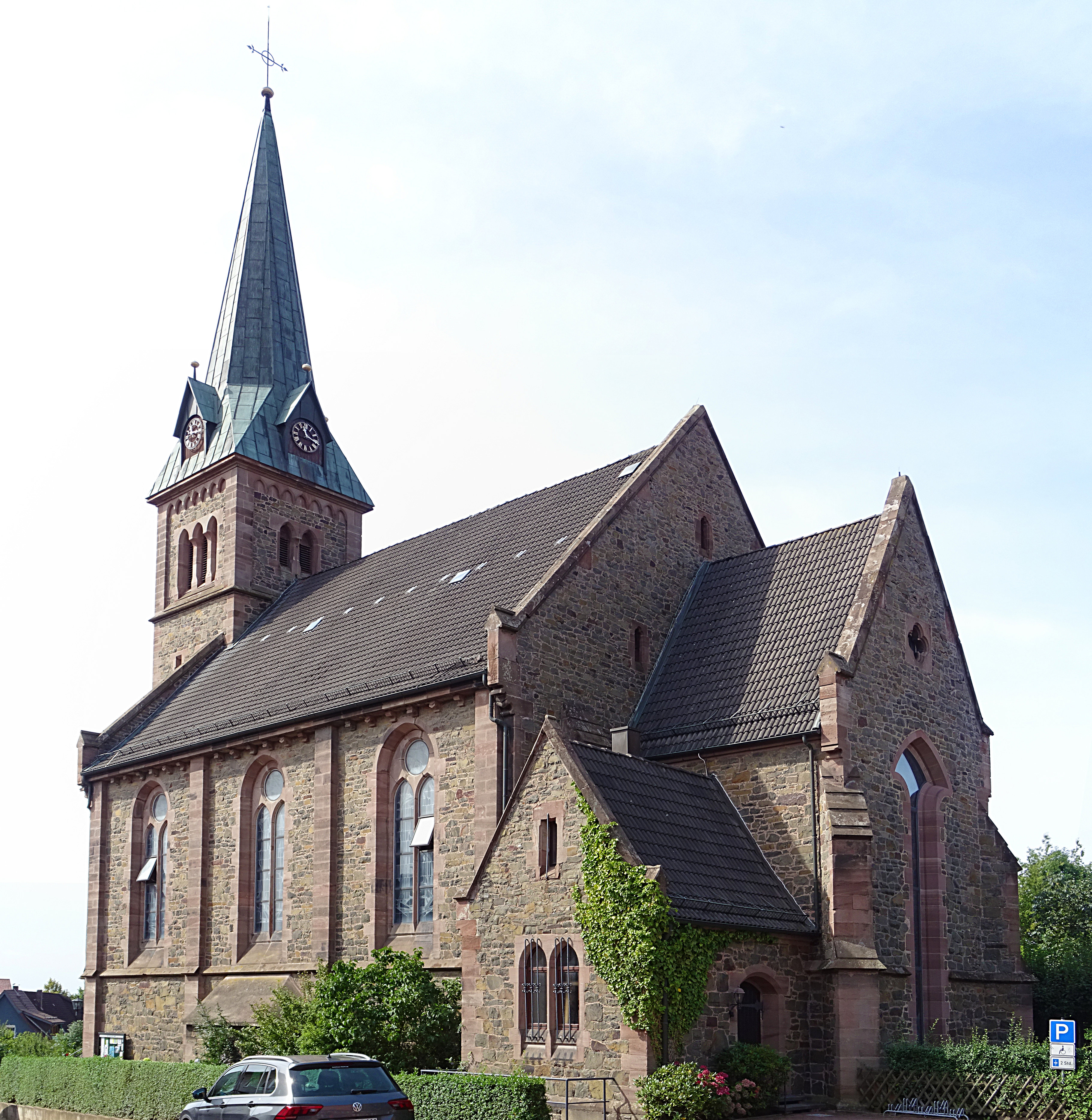
Ansicht von Nordosten

Die Kirche Sankt Josef ist die römisch-katholische Kirche in Herzberg am Harz, einer Stadt im Landkreis Göttingen in Niedersachsen. Die Kirche ist eine Pfarrkirche im Dekanat Nörten-Osterode des Bistums Hildesheim. Sie ist nach dem heiligen Josef von Nazaret benannt und hat die Adresse Magisterberg 6.

## Geschichte
In der ersten Hälfte des 16. Jahrhunderts wurde von Philipp I. im Fürstentum Grubenhagen, zu dem Herzberg damals gehörte, die Reformation eingeführt. Dadurch wurde die Bevölkerung von Herzberg evangelisch-lutherisch.
Im 19. Jahrhundert bildete sich wieder eine katholische Kirchengemeinde in Herzberg. 1857 wurde ein Hausgrundstück angekauft, seit 1858 werden in Herzberg katholische Kirchenbücher geführt. Von 1893 bis 1895 wurde auf dem Hausgrundstück die Kirche erbaut. Am 4. oder 15. August 1895 erfolgte ihre Konsekration. Am 2. Juni 1898 wurde die Pfarrei Herzberg am Harz eingerichtet.
1945 erlitt der Bau Schäden an Dach, Chor und Fenstern durch die Explosion einer nahegelegenen Dynamitfabrik und durch Artilleriebeschuss.
1994/95 erfolgte eine umfangreiche Renovierung der Kirche. In der Apsis wurde ein großes Fenster eingebaut, auch im Innenraum erfolgten Veränderungen.
Seit dem 1. März 2004 gehört die Kirche zum damals neu gegründeten Dekanat Nörten-Osterode, zuvor gehörte sie zum Dekanat Osterode. Seit dem 1. November 2006 gehört zur Pfarrei St. Josef auch die 1958/59 erbaut St.-Hildegard-Kirche im rund elf Kilometer entfernten Hattorf am Harz, nach dem die beiden Kirchengemeinden schon mehrere Jahre zuvor eine Seelsorgeeinheit gebildet hatten.

## Architektur und Ausstattung

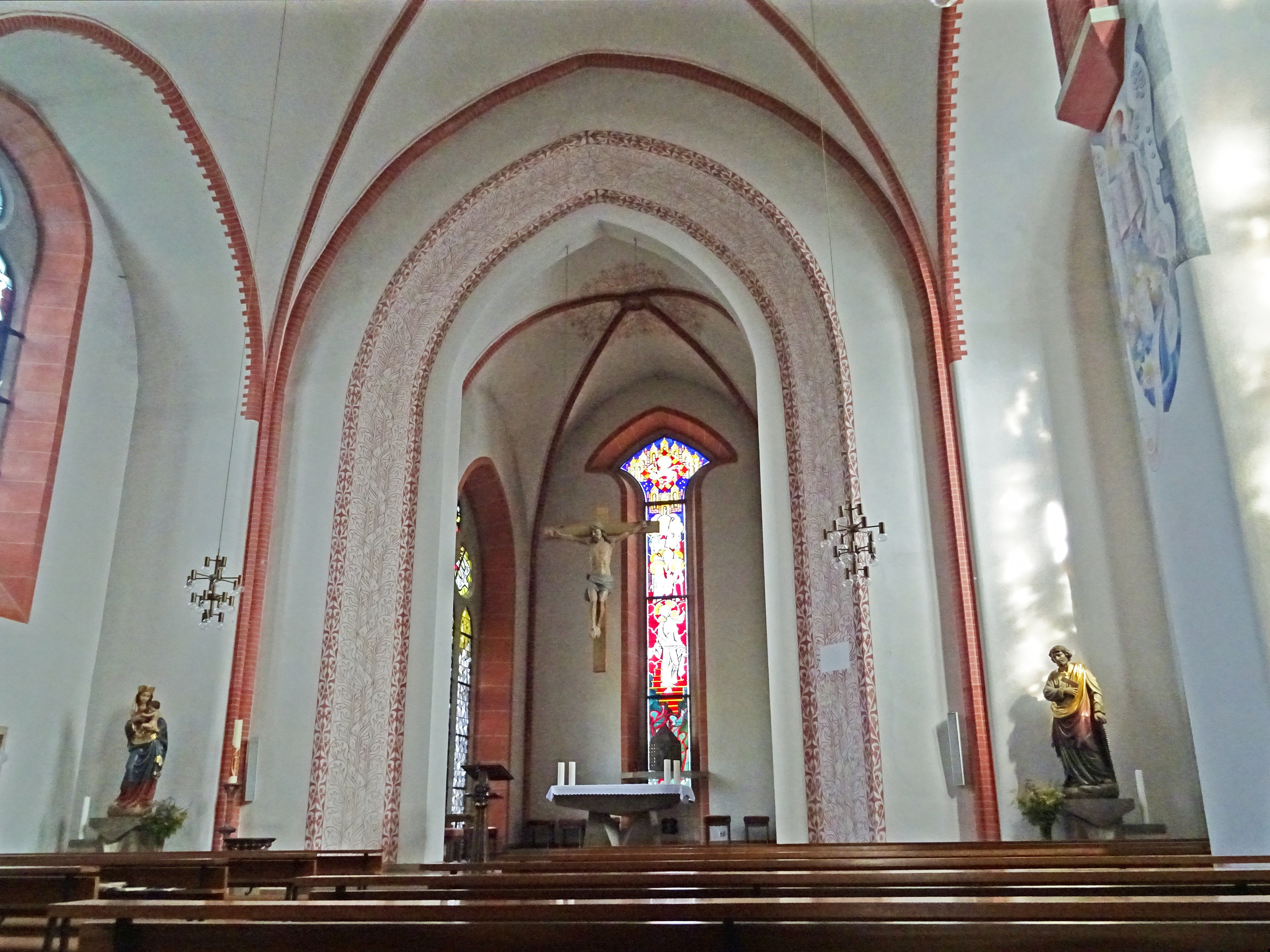
Innenansicht

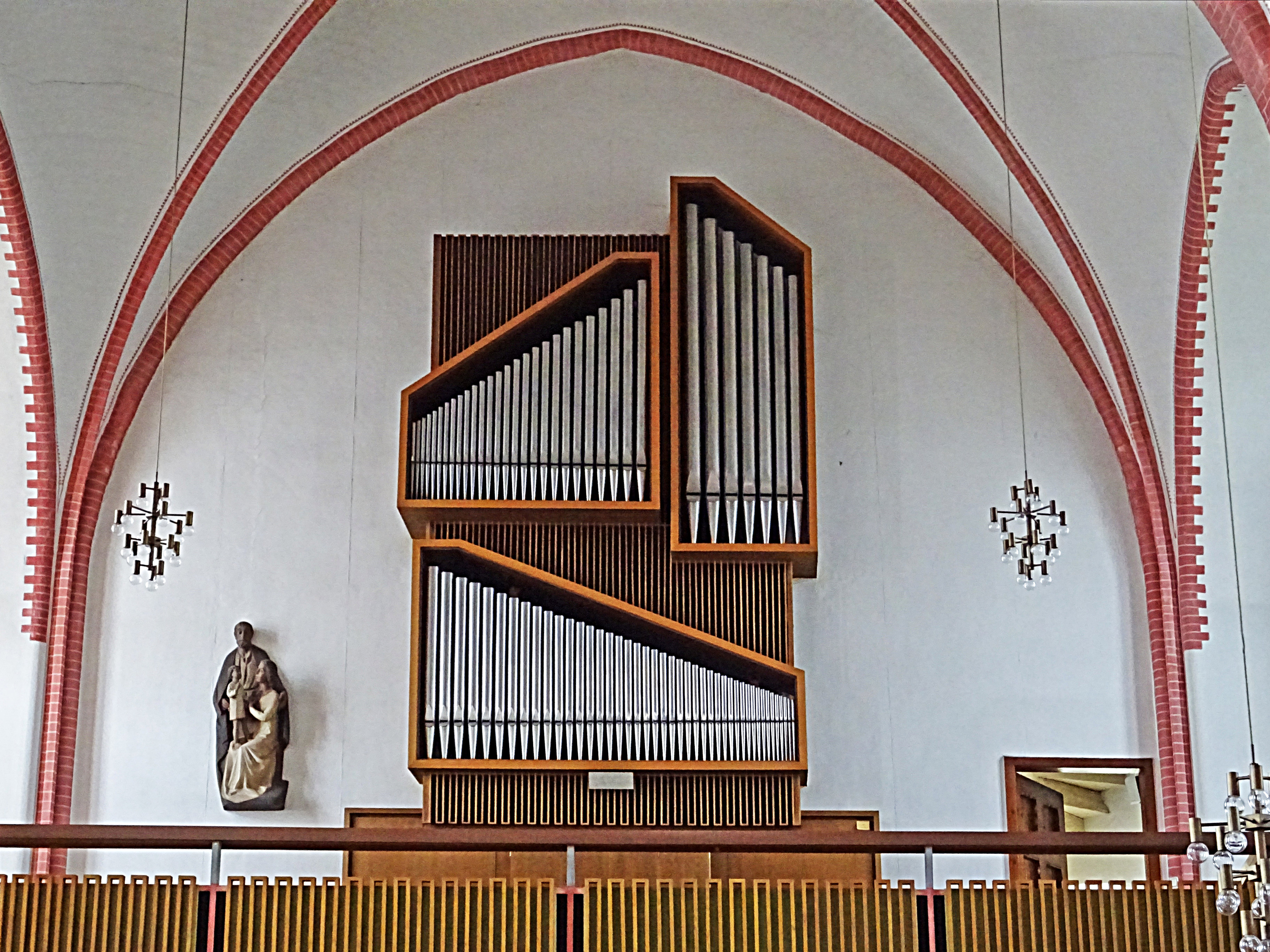
Orgel

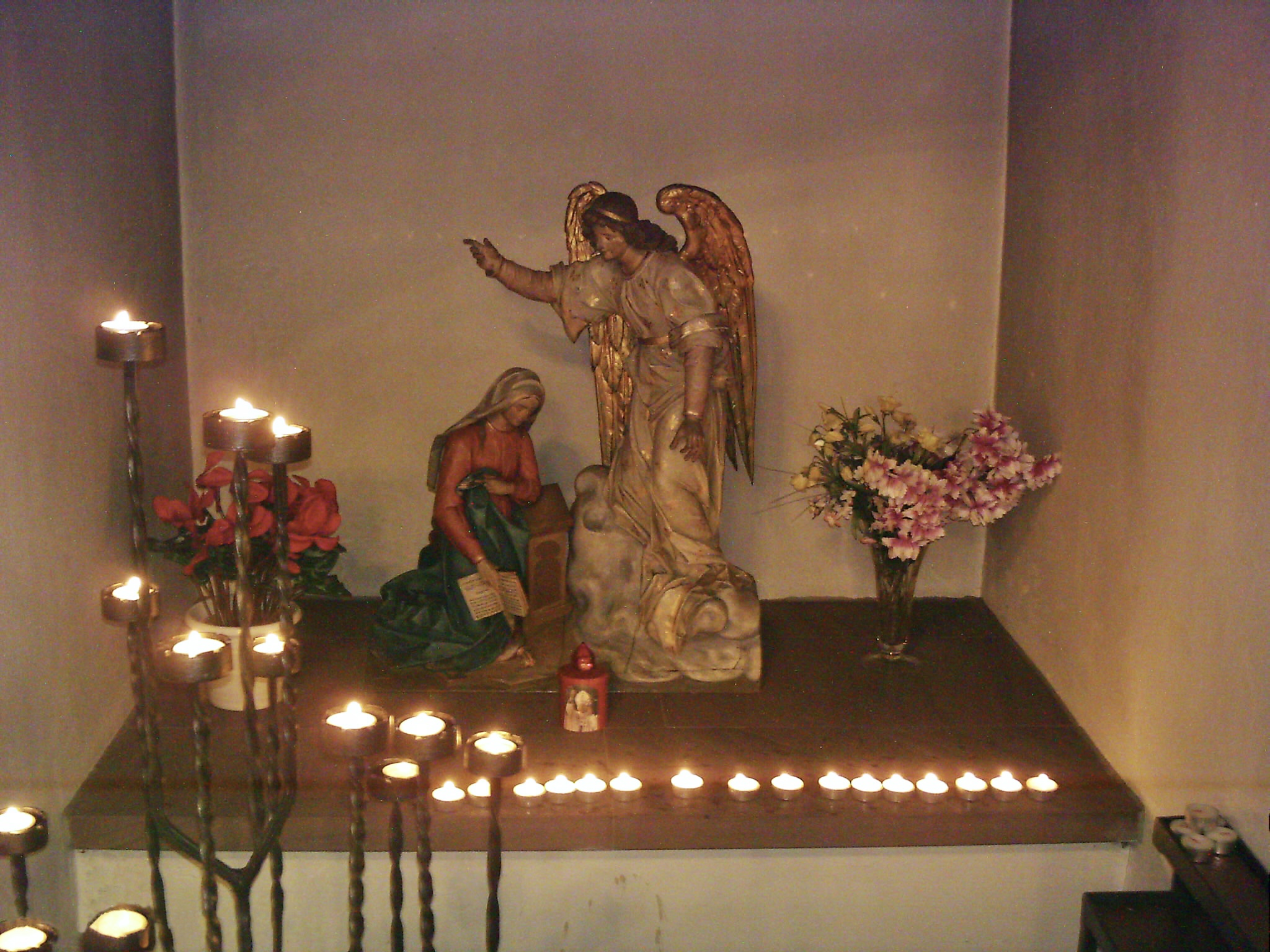
Mariä Verkündigung

Die einschiffige neugotische Kirche steht auf einer kleinen Anhöhe nahe der Bundesstraße 243 in rund 240 Meter Höhe über dem Meeresspiegel. Der ortsansässige Architekt Peters erstellte den Vorentwurf, den Christoph Hehl revidierte und umsetzte. Ihr an der Nordfassade stehender Turm mit quadratischer Grundform ist weithin sichtbar.
Der Altarraum wird von einem Buntglasfenster, davor ein Kruzifix, dominiert. Statuen links und rechts vom Altarraum zeigen Maria und Josef. Weitere Statuen, vor denen Opferkerzen aufgestellt werden können, stellen die Verkündigung des Herrn dar. Auch eine Pietà gehört zur Ausstattung der Kirche.
Die Orgel ist ein Werk des Orgelbauunternehmens Gebr. Krell mit Sitz in Duderstadt. Das 1962 erbaute Instrument hat 17 Register auf zwei Manualwerken und Pedal.
Zur Pfarrgemeinde gehören auch die Kindertagesstätte St. Josef neben der Kirche und der Friedhof an der Lönsstraße.